# Alexander de la Garde
Alexander Magnus de la Garde, född 1795 i Reval, död 1870 i Tusby i Nyland, var en rysk ämbetsman. Han fick betydelse för rysk utbildning, infrastrukturens utveckling och frigörelsen av de livegna.
Alexander de la Garde var son till Karl Anton de la Garde och Charlotte Christina von Behm, som 1798 flyttade till London för gott. Alexander de la Garde lämnades kvar och växte upp hos morfadern, brigadgeneralen och förvaltningschefen i Kamtjatka Magnus von Behm. Han skrevs in i en rysk militärskola och hade inte avslutat den när Napoleon år 1812 angrep Ryssland. Sommaren 1815 var de la garde redo för officersbanan och marscherade med de ryska trupperna till Paris. Efter fälttåget i Frankrike befordrades han till löjtnant och återvände till Reval. Där förälskade han sig i den unga, nygifta Catharina Maria Lagerberg, som skilde sig från sin man och gifte sig med de la Garde 1818.
de la Garde lämnade därefter krigsmakten och blev översättare i tullhuset (Tamoschna) i Reval. Cirka 1825 flyttade han med sin familj till Jamburg i Ingermanland där han blev polischef och domare i distriktsrätten åren 1827–1828 och 1840–1841. Han vurmade för lantbrukets förbättrande och gav 1840 ut en skrift Statistisk skildring av Jamburgregionen . Genom den blev han känd i inflytelserika kretsar och utsågs 1842 till rektor för den två år tidigare öppnade jordbruksskolan i Horki i Belarus. Redan följande år avancerade han till en tjänst vid generaldirektoratet för kommunikationer och allmänna byggnader i Sankt Petersburg. Där hade man inlett bland annat byggandet av Nevskij-bron över Neva, som blev Europas längsta bro. Också byggandet av järnvägen mellan Petersburg och Moskva påbörjades. Under sin tid vid ministeriet befordrades de la Garde till kollegieråd, d v s tillhörande rang VI, vilket gav honom adelskap. 
År 1844 avled de la Gardes hustru och han återvände med familjen till Jamburg. År 1847 gifte han om sig med svenskan Carolina Fredrika Pfenning från Sankt Petersburg. Tidvis vistades familjen också i Vilnius där en av sönerna var stationerad som major. År 1852 köpte han Gustavelunds gård i Tusby. På grund av Krimkrigets utbrott väntade familjen ända till 1856 innan de flyttade från Vilnius till Tusby. de la Garde var dock fortfarande anställd på ekonomiministeriet och hade plikter att sköta i Omsk i västra Sibirien. Till dem hörde främst att driva in tull och accis i regionen. Jordbruksreformen 1861 hade skapat många problem för såväl bönder, godsägare som fabriksarbetare. Bland annat måste de la Garde lösa en strejk bland järnverksarbetarna på järnverket i Lysva, där arbetarna inte förstod sina arbetsvillkor. För att lugna ned dem ordnade de la Garde så att deras löner höjdes. Han levde sitt pensionärsliv på Gustavelund 1865-1870.